# Sphaeroderus aequalis
Sphaeroderus aequalis är en skalbaggsart som beskrevs av Thomas Casey. Sphaeroderus aequalis ingår i släktet Sphaeroderus och familjen jordlöpare. Inga underarter finns listade i Catalogue of Life.